# Eugenia viridiflora
Eugenia viridiflora är en myrtenväxtart som beskrevs av Jacques Cambessèdes. Eugenia viridiflora ingår i släktet Eugenia och familjen myrtenväxter. Inga underarter finns listade i Catalogue of Life.